# Єлизавета-Доротея фон Мірбах
Єлиза́вета-Дороте́я фон Мі́рбах (нім. Elisabeth Dorothea von Mirbach; 1712 — 1779) — курляндська баронеса. Представниця шляхетного німецького роду Мірбахів. Донька курляндського ландгофмейстера Генріха-Георга фон Мірбаха і Луїзи-Шарлотти фон Бракель. 14 березня 1732 року стала дружиною Отто-Крістофера фон дер Говена, курляндського дипломата, майбутнього канцлера і ландгофмейстера. В шлюб народила 4 дітей, серед яких Отто-Герман, організатор російської анексії Курляндії.

## Сім'я
- Батько: Генріх-Георг фон Мірбах (1674—1736)
- Матір: Луїза-Шарлотта фон Бракель (1676—1728)
- Чоловік: Отто-Крістофер фон дер Говен (1699—1775)
- Діти: 
  - Ернст фон дер Говен (1737—1798)
  - Анна фон дер Говен (1739—1768)
  - Георг-Генріх фон дер Говен (1744—1816)
  - Марія-Єлизавета фон дер Говен (1745—1821)